# Argentinië op de Olympische Winterspelen 2002
Tijdens de Olympische Winterspelen van 2002 die in Salt Lake City werden gehouden nam Argentinië deel met 11 sporters. Er werden geen medailles veroverd, de 17e plaats van Macarena Simari Birkner in het onderdeel combinatieskiën en van Cristian Javier Simari Birkner in het onderdeel slalomskiën waren de beste prestaties van de Argentijnse atleten tijdens deze Winterspelen.

## Deelnemers en resultaten
(m) = mannen, (v) = vrouwen 

### Alpineskiën
| Olympiër                       | Discipline       | Resultaat | Prestatie                                                                            |
| ------------------------------ | ---------------- | --------- | ------------------------------------------------------------------------------------ |
| Nicolás Arsel                  | afdaling (m)     | 52e       | 1.49,75 (+10,62)                                                                     |
| Nicolás Arsel                  | super g (m)      | 30e       | 1.28,55 (+6,97)                                                                      |
| Nicolás Arsel                  | combinatie (m)   | 23e       | afdaling: 1.48,12 slalom: 1.48,46 run 1: 51,24 run 2: 57,22 totaal: 3.36,58 (+19,02) |
| Agustín García                 | super g (m)      | 32e       | 1.30,59 (+9,01)                                                                      |
| Agustín García                 | combinatie (m)   | DNF-s1    | afdaling: 1.49,77 slalom: run 1: opgave                                              |
| Cristian Javier Simari Birkner | afdaling (m)     | DSQ       | gediskwalificeerd                                                                    |
| Cristian Javier Simari Birkner | reuzenslalom (m) | 30e       | run 1: 1.16,00 run 2: 1.13,79 totaal: 2.29,79 (+6,51)                                |
| Cristian Javier Simari Birkner | slalom (m)       | 17e       | run 1: 51,55 run 2: 55,27 totaal: 1.46,82 (+5,76)                                    |
| Cristian Javier Simari Birkner | combinatie (m)   | DSQ-a     | afdaling: gediskwalificeerd                                                          |
|                                |                  |           |                                                                                      |
| Macarena Simari Birkner        | afdaling (v)     | 34e       | 1.46,77 (+7,21)                                                                      |
| Macarena Simari Birkner        | super g (v)      | 31e       | 1.20,24 (+6,65)                                                                      |
| Macarena Simari Birkner        | reuzenslalom (v) | 39e       | run 1: 1.21,87 run 2: 1.19,68 totaal: 2.41,55 (+11,54)                               |
| Macarena Simari Birkner        | slalom (v)       | DNF-1     | run 1: opgave                                                                        |
| Macarena Simari Birkner        | combinatie (v)   | 17e       | afdaling: 1.19,21 slalom: 1.33,69 run 1: 48,14 run 2: 45,55 totaal: 2.52,90 (+9,62)  |
| María Belén Simari Birkner     | afdaling (v)     | 35e       | 1.46,97 (+7,41)                                                                      |
| María Belén Simari Birkner     | reuzenslalom (v) | 34e       | run 1: 1.20,65 run 2: 1.18,69 totaal: 2.39,34 (+9,33)                                |
| María Belén Simari Birkner     | slalom (v)       | 31e       | run 1: 59,59 run 2: 1.00,99 totaal: 2.00,58 (+14,48)                                 |
| María Belén Simari Birkner     | combinatie (v)   | 20e       | afdaling: 1.19,94 slalom: 1.35,98 run 1: 49,29 run 2: 46,69 totaal: 2.55,92 (+12,64) |

### Biatlon
| Olympiër       | Discipline        | Resultaat | Prestatie                                     |
| -------------- | ----------------- | --------- | --------------------------------------------- |
| Ricardo Oscare | 10 km sprint (m)  | 81e       | 30.00,2 (+5.08,9) pen.: 3 (0 + 3)             |
| Ricardo Oscare | 20 km (m)         | 80e       | 1:02.08,1 (+11.04,8) pen.: 6 (2 + 2 + 1 + 1)  |
| Natalia Lovece | 7,5 km sprint (v) | 73e       | 29.33,2 (+8.51,8) pen.: 8 (3 + 5)             |
| Natalia Lovece | 15 km (v)         | 69e       | 1:09.56,8 (+22.27,7) pen.: 12 (4 + 2 + 2 + 4) |

### Freestyleskiën
| Olympiër    | Discipline  | Resultaat | Prestatie            |
| ----------- | ----------- | --------- | -------------------- |
| Clyde Getty | aerials (m) | DNF       | kwalificatie: opgave |

### Rodelen
| Olympiër         | Discipline | Resultaat | Prestatie                                                                          |
| ---------------- | ---------- | --------- | ---------------------------------------------------------------------------------- |
| Rubén González   | mannen     | 41e       | run 1: 48,180 run 2: 47,819 run 3: 48,533 run 4: 48,276 totaal: 3.12,808 (+14,867) |
| Marcelo González | mannen     | 43e       | run 1: 47,314 run 2: 46,931 run 3: 46,883 run 4: 53,431 totaal: 3.14,559 (+16,618) |

### Skeleton
| Olympiër        | Discipline | Resultaat | Prestatie                                          |
| --------------- | ---------- | --------- | -------------------------------------------------- |
| Germán Glessner | mannen     | 26e       | run 1: 55,40 run 2: 57,25 totaal: 1.52,65 (+10,69) |

Amerikaanse Maagdeneilanden · Andorra · Argentinië · Armenië · Australië · Azerbeidzjan · België · Bermuda · Bosnië en Herzegovina · Brazilië · Bulgarije · Canada · Chili · China · Chinees Taipei · Costa Rica · Cyprus · Denemarken · Duitsland · Estland · Fiji · Finland · Frankrijk · Georgië · Griekenland · Groot-Brittannië · Hongarije · Hongkong · Ierland · IJsland · India · Iran · Israël · Italië · Jamaica · Japan · Joegoslavië · Kameroen · Kazachstan · Kenia · Kirgizië · Kroatië · Letland · Libanon · Liechtenstein · Litouwen · Macedonië · Mexico · Moldavië · Monaco · Mongolië · Nederland · Nepal · Nieuw-Zeeland · Noorwegen · Oekraïne · Oezbekistan · Oostenrijk · Polen · Roemenië · Rusland · San Marino · Slovenië · Slowakije · Spanje · Tadzjikistan · Thailand · Trinidad en Tobago · Tsjechië · Turkije · Venezuela · Verenigde Staten · Wit-Rusland · Zuid-Afrika · Zuid-Korea · Zweden · Zwitserland

Uitgesloten van deelname: Puerto Rico